# Krzysztof Jaroszyński
Krzysztof Stanisław Jaroszyński (ur. 3 czerwca 1953 w Warszawie) – polski dramaturg, reżyser, scenarzysta, satyryk, twórca kabaretowy, producent telewizyjny. 

## Życiorys
Absolwent XXII Liceum Ogólnokształcącego im. Jose Marti w Warszawie. Studiował na Wydziale Filologii Polskiej UW.
Jako dziewiętnastolatek zaczął występować w kabarecie studenckim „Stodoła”, a także rozpoczął współpracę z redakcją rozrywkową III Programu Polskiego Radia. Dwa lata później stał się stałym członkiem składu twórców magazynu radiowego „60 minut na godzinę”. Od 1976 występował na stałe w kabarecie Jana Pietrzaka „Pod Egidą” (do 1993). W latach 1987–1991 wraz z Januszem Gajosem tworzył duet kabaretowy „Dwójka bez Sternika”.
W latach 90. wraz ze Stefanem Friedmannem prowadził na antenie TVP1 program satyryczny „Magazynio”, a także satyryczno-publicystyczne „Café Fusy”.
Był autorem scenariuszy i reżyserował dla telewizji Kabaretony w sopockiej Operze Leśnej i Sali Kongresowej w Warszawie.
Twórca sztuk teatralnych. Jego autorstwa „Roma i Julian” od 2012 roku grana w Warszawie, Krakowie i Łodzi, a także tłumaczona i wystawiana w Czechach, Niemczech i Austrii. W 2020 roku stworzył eksperymentalne internetowe widowisko teatralne „O jedną kropelkę za dużo”.
Laureat dziesięciu trofeów „Melonik Charliego” Festiwalu Dobrego Humoru w Gdańsku (2005-2011), oraz nagrody „Kryształowy Granat” na Festiwalu Filmów Komediowych w Lubomierzu (2011).
Pisał teksty kabaretowe dla Krystyny Sienkiewicz, Jana Kobuszewskiego, Piotra Fronczewskiego, Janusza Gajosa, Cezarego Pazury i wielu innych.
Od 1992 jest również producentem telewizyjnym. W dorobku ma około pół tysiąca wyprodukowanych odcinków różnych cykli i pojedynczych premier.
Jest członkiem Stowarzyszenia Pisarzy Polskich.
Od 2021 roku należy do kabaretu PanDemon.

## Życie prywatne
Wdowiec po aktorce Elżbiecie Zającównie. Mają córkę, Gabrielę (ur. 14 kwietnia 1991).
Syn - Mikołaj Jaroszyński (ur. 1979).

## Filmografia

### Reżyser
- Graczykowie (1999–2001)[a]
- Graczykowie, czyli Buła i spóła (2001–2002)
- Szpital na perypetiach (2001–2003)
- Daleko od noszy (2003–2009)
- Synowie (2009)
- Daleko od noszy 2 (2010–2011)
- Daleko od noszy. Szpital futpolowy (2011)
- Daleko od noszy. Reanimacja (2017)
- W Polskę Jedziemy (2022)
- Teściowie (2022-2023)[b]

### Scenariusz
- Z pianką czy bez (1997–1998)

- Trędowata (1999–2000)
- Graczykowie (1999–2001)
- Graczykowie, czyli Buła i spóła (2001–2002)
- Szpital na perypetiach (2001–2003)
- Daleko od noszy (2003–2009)
- Ale się kręci (2006)
- Synowie (2009)
- Daleko od noszy 2 (2010–2011)
- Daleko od noszy. Szpital futpolowy (2011)
- W Polskę Jedziemy (2022)
- Teściowie (2022–2023)

### Aktor
- V.I.P.[4] (1990) jako dziennikarz Halaj
- Trędowata (2000) odcinek 15
- Graczykowie (2000) (odcinek specjalny w formacie Tv-Movie) jako przewodnik wycieczki
- Graczykowie (2001) odc. 50 jako detektyw
- Szpital na perypetiach (2002–2003) odcinki 12, 20, 27

### Producent filmowy
- Trędowata (1999–2000)

- Graczykowie (1999–2001)
- Graczykowie, czyli Buła i spóła (2001–2002)
- Szpital na perypetiach (2001–2003)

- Daleko od noszy (2003–2009)
- Ale się kręci (2006)
- Synowie (2009)
- Daleko od noszy 2 (2010–2011)
- Daleko od noszy. Szpital futpolowy (2011)
- Daleko od noszy. Reanimacja (2017)

## Sztuki teatralne (autor)
- „Roma i Julian”
- „O jedną kropelkę za dużo”
- „Przebój sezonu”
- „Iluzjana”

## Twórczość literacka
- „Brzyd oraz inne fakty” (EPOKA, Warszawa 1990)
- „Przepraszam, że kabaret” (ZEBRA, Warszawa 1992)
- „Graczykowie, czyli Buła i Spóła” (GABI EDITIONS, Warszawa 2001)
- „Półprzewodnik po Polsce” (PASCAL, Warszawa 2021)

## Nagrody
Laureat Festiwalu Dobrego Humoru w Gdańsku „Melonik Charliego” (2005-2011)
„Kryształowy Granat” na Festiwalu Filmów Komediowych w Lubomierzu (2011).